# (47038) Majoni
(47038) Majoni est un astéroïde de la ceinture principale.

## Description
(47038) Majoni est un astéroïde de la ceinture principale. Il fut découvert le 17 novembre 1998 à Pianoro par Vittorio Goretti. Il présente une orbite caractérisée par un demi-grand axe de 2,77 UA, une excentricité de 0,25 et une inclinaison de 10,2° par rapport à l'écliptique.

## Compléments